# Canhoba
Canhoba est une ville brésilienne du nord de l'État du Sergipe.

## Géographie
Canhoba se situe par une latitude de 10° 08′ 18″ sud et par une longitude de 36° 59′ 05″ ouest, à une altitude de 20 mètres.
Sa population était de 3 878 habitants au recensement de 2007. La municipalité s'étend sur 170 km2.
Elle fait partie de la microrégion de Propriá, dans la mésorégion Est du Sergipe.